# Екоавр
Екоавр (фр. Ecoivres) насеље је и општина у североисточној Француској у региону Север-Па д Кале, у департману Па де Кале која припада префектури Арас.
По подацима из 2011. године у општини је живело 117 становника, а густина насељености је износила 52,7 становника/km². Општина се простире на површини од 2,22 km². Налази се на средњој надморској висини од 142 метара (максималној 148 m, а минималној 122 m).

## Демографија
| 1962. | 1968. | 1975. | 1982. | 1990. | 1999. | 2011. |
| ----- | ----- | ----- | ----- | ----- | ----- | ----- |
| 94    | 106   | 96    | 89    | 86    | 94    | 117   |

График промене броја становника у току последњих година